# Wolfenstein 3D
Wolfenstein 3D (comúnmente abreviado como Wolf3D) es un videojuego de disparos en primera persona que popularizó el género para PC. Fue creado por ID Software y distribuido por Apogee Software en mayo de 1992. Este juego fue pionero en su género y le siguieron otros tan importantes como Doom y Quake. El juego ha sido llevado a otros sistemas como 3DO, SNES, Gameboy Advance, Spectrum e incluso iOS, Android o Motorola Z6. También se lanzó este juego para Wii y PSP, pero en forma de homebrew.

## Descripción
En Wolfenstein 3D el jugador es William "B.J." Blazkowicz, un espía estadounidense intentando escapar de la fortaleza nazi en la cual se encuentra prisionero. Esta fortaleza está llena de guardias armados y de perros entrenados para el ataque. El edificio tiene un gran número de cuartos secretos que contienen tesoros, raciones de alimentos y botiquines de primeros auxilios, al igual que diferentes tipos de armas y municiones, todo lo cual ayudará al jugador a lograr su objetivo.
Primero debe eliminar al Superhombre nazi de Hitler, Hans Grosse, y escapar de la prisión de Wolfenstein.
Luego, ir al subterráneo del Castillo Hollenhammer, matar al Dr. Schabbs y robar los planos para la operación Eisenfaust, que planea hacer una armada de mutantes perfectos para el Führer. Después, ir al búnker de Hitler en el Reichstag y destruir al Führer.
Wolfenstein 3D fue publicado como shareware, lo cual permitió que fuera copiado ampliamente. La versión shareware contenía un episodio, el cual consistía de 10 misiones (niveles). El lanzamiento comercial consistía de tres episodios incluyendo el shareware, y una expansión llamada "The Nocturnal Missions". Al igual que el episodio shareware, cada episodio de la versión comercial tiene 10 niveles, completando un total de 60 misiones en el juego.
Los episodios son:
- La trilogía original:

1. "Escape from Wolfenstein" (episodio shareware)
2. "Operation: Eisenfaust"
3. "Die, Führer, Die"

- The Nocturnal Missions:

1. "A Dark Secret"
2. "Trail of the Madman"
3. "Confrontation"

Cada episodio tiene un jefe diferente al que se debe derrotar al final de la misión para completarlo. Sólo se deben completar 9 de las 10 misiones, ya que, oculta en una de las primeras ocho misiones, se encuentra una entrada al décimo, el nivel secreto. El nivel secreto del tercer episodio recreaba uno de los niveles del Pac-Man, con los fantasmas que podían verse desde la perspectiva de Pac-Man.
También en la versión de consola 3DO y Mac se puso un episodio titulado "Original Encounter" que constituían 30 niveles con los resúmenes de los 6 episodios con Hitler como Jefe Final.

## El juego
Tuvo gran éxito al ser uno de los primeros videojuegos que permitía mostrar en equipos con una capacidad de potencia media una perspectiva pseudoreal en 3 dimensiones, ya que combinaba gráficos rasterizados, como las paredes y las puertas, con escenarios generados en 2D, los enemigos y el resto de objetos, adaptados a la perspectiva del campo de visión.
Por esta razón siempre se muestra el mismo "lado" de cualquiera de los objetos que hay representados en el escenario al movernos alrededor del mismo.  Y también por esa misma razón no se puede subir ni bajar la mirada, ya que requeriría de equipos con gran potencia de cálculo para la época.

### Enemigos
- Soldado alemán - Soldados que llevan consigo una pistola y vistiendo con un uniforme anaranjado. Generalmente pueden ser eliminados con una o dos balas, y relativamente tienen tiempos de reacción muy lentos.

- Perro guardián - Un pastor alemán de ataque. A diferencia de los soldados, quienes a menudo se encuentran estáticos en un lugar cuando se les encuentra, los perros siempre están en movimiento. Son los enemigos más débiles, ya que no tienen un rango de ataque y siempre pueden ser eliminados por una sola bala. Su única fortaleza es la velocidad.

- Guardia de la SS - Soldados más corpulentos con uniforme azul. Poseen un subfusil MP40, son un poco más resistentes que los soldados estándar. Su tiempo de reacción no es instantáneo, pero son más precisos y mortíferos que los soldados.

- Mutante - Es una criatura de piel gris y ojos rojos en un uniforme verde oscuro, con un par de cuchillos y una pistola sostenida por una mano que emerge de su pecho. No se mueven más rápido que los guardias pero su tiempo de reacción es instantáneo, y se mantienen en silencio cuando detectan a un enemigo en lugar de dar el grito de alarma. Disparan mucho más rápido, y son bastante difíciles de eliminar. Sólo aparecen en Operation: Eisenfaust y en el nivel secreto del Episodio 6.

- Oficial o Capitán - Viste con un uniforme blanco y sus armas son pistolas como los soldados alemanes estándar. Son casi tan poderosos como los Mutantes, con la diferencia que estos son más veloces. Sólo aparecen en los últimos cuatro episodios.

- Fantasma del Führer - Solo aparecen en el Episodio 3: piso 9, protegiendo el búnker de Hitler. Es similar a él, solo que poseen una forma fantasmal usando una túnica negra con la particularidad de que flotan como un espectro. Su ataque es muy fuerte ya que lanza bolas de fuego bajando más del 75% de la salud. El personaje está dibujado en un solo ángulo (o sea siempre estará observando al jugador). Al morir siempre lanza una carcajada malévola.

### Jefes
Al final de cada episodio, en el piso nueve, el jugador tiene que enfrentar a un jefe enemigo. Los jefes sólo están dibujados en un ángulo en lugar de ocho, y así el jugador no podrá sorprenderlos o acercarse sigilosamente a ellos. Los jefes también son 'sordos' y no notarán tu presencia, por tanto no entrarán en actividad a menos que te vean. Cuando un jefe muere, se muestra la frase "Let's see that again" en pantalla ("Veámoslo de nuevo"), y se muestra una repetición de la muerte de dicho jefe, con la cual el episodio termina. En la versión para Macintosh y también en la de Super Nintendo, todos los jefes (a excepción de Adolf Hitler, quien es el jefe final) arrojan llaves doradas las cuales abren una puerta al final del nivel.
- Hans Grosse - Un supersoldado Nazi quien cuida la salida del castillo de Wolfenstein utilizando una armadura de color azul. Es el hermano de Gretel Grosse. Lleva dos grandes ametralladoras. A diferencia de los demás jefes, no se muestra una repetición cuando muere. En lugar de ello, arroja una llave dorada. El jugador utiliza la llave para abrir una puerta, en donde luego vemos a BJ Blazkowicz escapando del castillo. Este personaje vuelve a aparecer en Wolfenstein (2009).

- Dr. Schabbs - El doctor y creador del ejército de mutantes empleados por Hitler. A diferencia de otros enemigos, está equipado con jeringas que pueden quitarle el 25% de la salud del jugador. Si el jugador muere en sus manos, la cara donde se ve el estado se vuelve gris y sin emoción alguna, al igual que uno de sus mutantes.

- Adolf Hitler (El Führer)  - Aparece con una armadura robótica de alta resistencia llevando cuatro ametralladoras. Cuando el traje es destruido, conserva dos de esas ametralladoras. Su muerte es exageradamente sangrienta.

- Otto Giftmacher - El creador de venenos tras la guerra química. Lleva puesto un traje de oficial blanco con una pistola celeste lanzamisiles.

- Gretel Grosse - Es la hermana de Hans Grosse, y cuida la llave del cuarto con los mapas, viste como su hermano pero de color rojo. Tiene dos ametralladoras poderosas y al igual que Hans, no aparece la repetición de su muerte y arroja una llave.

- General Fettgesicht - El general superior en el asalto químico contra los aliados. Es el enemigo final de Nocturnal Missions, trae puesto un uniforme marrón y como armas una ametralladora y una pistola lanzamisiles como la de Otto Giftmacher.

- Death Knigth - Aparece en la versión de Super Nintendo, y en Spear of Destiny, va equipado con una armadura negra, dos ametralladoras y dos lanzacohetes en los hombros.

- Trans Grosse - Aparece en la versión de Super Nintendo, y en Spear of Destiny, es hermano de Hans Grosse, lleva 2 ametralladoras.

- Ubermutant - Aparece en la versión de Super Nintendo, y en Spear of Destiny, es la mayor creación del Dr. Schabbs, al igual que los mutantes, trae una ametralladora en el pecho, y armas blancas en las manos

## Polémica
Debido al uso de las esvásticas, cuadros representando al Führer y la Canción de Horst Wessel (himno del partido nazi) como tema central del juego, la versión para PC fue prohibida en Alemania en 1994, ya que en este país el uso de dichos elementos en producciones multimedia es considerado una ofensa federal, a menos que las circunstancias lo justifiquen.
Debido a la preocupación de Nintendo, la versión del juego para SNES fue modificada para que no incluyera ninguna referencia al nazismo, e incluso se cambió a los perros por ratas gigantes, y la sangre fue convertida en sudor con el propósito de hacer parecer al juego menos violento.

## Secuelas
- Spear of Destiny  apareció como protosecuela de este gran juego en septiembre del año 1992, el cual contaba con muchos más niveles y nuevos enemigos, pero una jugabilidad y gráficos iguales a los de Wolfenstein 3D.

- Return to Castle Wolfenstein fue publicado el año 2001, siendo la tercera parte del clásico juego. El modo de juego y el escenario son similares al original, pero los gráficos y el audio recibieron una mejora debido al motor id Tech 3. RtCW comienza al igual que el primer juego, pero desde ese momento las dos historias divergen. En general, RtCW guarda un pequeño parecido respecto a su predecesor más allá del título y el escenario. Sin embargo, los jugadores tienen acceso a una réplica de la interfaz del juego en la parte inferior de la pantalla si activan 'cg_uselessnostalgia' por medio de la consola del juego. La versión para Xbox contiene emulada la versión completa de Wolfenstein 3D como un extra por completar el juego.

- Wolfenstein: Enemy Territory es el juego que siguió a RtCW y fue publicado en 2003. Es freeware y exclusivamente para modo multijugador.

- Wolfenstein aparecido en agosto de 2009, realizada usando el motor gráfico modificado de Doom 3 (IDTech 4). El juego apareció en versión PC, Xbox 360 y PlayStation 3.

- Wolfenstein: The New Order Se presenta en el E3 de Los Ángeles del mes de junio. La trama se sitúa en el año 1960, en una historia alternativa en el que los nazis ganaron la Segunda Guerra Mundial, dominando las más importantes capitales del mundo.[1]

- Wolfenstein: The Old Blood  Fue lanzado el 5 de mayo de 2015 versión digital para Microsoft Windows, PlayStation 4, Xbox One y en su formato físico el 14 de mayo de 2015 para Australia y Nueva Zelanda, 15 de mayo de 2015 para Europa y 21 de julio de 2015 para América. Es una precuela de Wolfenstein: The New Order, la trama se sitúa en el año 1946 y narra los eventos suscitados antes de los eventos narrados en The New Order.

- Wolfenstein II: The New Colossus  Lanzado el 27 de octubre de 2017 para plataformas PlayStation 4, Xbox One, Microsoft Windows y Nintendo Switch. Fue aunciado en el E3 del 2017, siendo el sucesor de Wolfenstein The New Order. La trama continua cuando el viejo Blazcowicz despierta de un coma de 5 meses tras los eventos sucedidos en The New Order.

- Wolfenstein: Youngblood: Anunciado en la E3 del 2018. Es la secuela de Wolfenstein II: The New Colossus, en esta entrega dejaremos de jugar con el Agente William Joseph Blazcowicz y tomaremos el papel de sus hijas gemelas Jess y Soph. El juego agregará una modalidad cooperativa, a diferencia de los anteriores títulos.

## Legado
Generalmente se le acredita a Wolfenstein 3D iniciar la moda de los juegos de acción en primera persona, aunque sorprendentemente no existieron muchos clones de éste hasta el lanzamiento de Doom en 1993.
El éxito del juego ayudó a que ID Software se convirtiera rápidamente en una compañía desarrolladora de alto perfil. Sus siguientes productos fueron seguidos muy de cerca por los fanáticos del juego, y cuando publicó su siguiente juego de acción en primera persona, Doom, tenía garantizado un público bastante receptivo. Sin embargo, en lugar de depender de la tecnología que convirtió a Wolfenstein en un éxito, Doom introdujo bastantes adelantos tecnológicos en comparación a Wolfenstein 3D. Algunos de estos avances fueron un mayor nivel en los detalles en los niveles y en los personajes, mejoras en la animación y un modo multijugador. Más adelante Wolfenstein sería recreado en una modificación del Doom II llamada WolfenDoom.

## Plataformas
La versión para Super Nintendo de Wolfenstein 3D fue lanzada en 1994, la cual era una adaptación con menos niveles y muchas censuras gráficas.
La versión para la consola Panasonic 3DO fue hecha en 1993 y se asemeja mucho a la versión de Mac. Los gráficos fueron rehechos con mejor calidad de 128x128, pero en un solo ángulo; con esto se perdió el efecto "asesinato sigiloso" para la consola, además de agregar muchos efectos sonoros nuevos hablados en alemán por personas que lo hablan y músicas distintas a la versión de PC original.
En el 2002, cuando Return to Castle Wolfenstein fue relanzado como Game of the year edition, incluyó como extra Wolfenstein 3D. La versión Platinum Edition, lanzado en el 2004, también incluyó el juego original.
En agosto de 2002 fue lanzada la versión de Wolfenstein 3D para Game Boy Advance, logrando una fiel adaptación del juego para la consola portátil, idéntica a la versión original de PC. Las únicas diferencias eran el método de guardar partida y los gráficos pixelados que se veían al acercarse a las texturas, además de conservar los efectos de sonido originales. Esta versión no tiene música.
Wolfenstein 3D fue incluido como bonus por terminar Return to Castle Wolfenstein: Tides of War para la consola Xbox, lanzado en mayo de 2003.
Desde marzo de 2009 está disponible en la App Store de Apple una versión para iPhone, iPod touch e iPad fiel a la original y con control táctil.
El 3 de junio de 2009, Wolfenstein 3D fue lanzado en el servicio de descargas Xbox Live de la consola Xbox 360, y 8 días después (el 11 de junio de 2009) fue lanzado en el servicio de descargas PlayStation Network de la consola PlayStation 3. El precio aproximado de ambas versiones es de unos 5 euros.
El 9 de mayo de 2012 con el motivo a los 20 aniversarios de Wolfenstein 3D, Bethesda y ID Software han lanzado una versión en línea gratuita vía navegador.